# یونگشینگ، فوجیان
یونگشینگ، فوجیان (به لاتین: Yongxing) یک شهرک در جمهوری خلق چین است که در Pucheng County, Fujian واقع شده‌است.